# Echinoptilum macintoshi
Echinoptilum macintoshi är en korallart som beskrevs av Ambrosius Arnold Willem Hubrecht 1885. Echinoptilum macintoshi ingår i släktet Echinoptilum och familjen Echinoptilidae. Inga underarter finns listade i Catalogue of Life.